# 馬圖斯·科扎契克
馬圖斯·科扎契克（1983年12月27日—）是一位斯洛伐克足球運動員。在場上的位置是守門員。他現在效力於捷克足球甲級聯賽球隊比尔森胜利。他也代表斯洛伐克國家足球隊參賽。